# Río Orlé
El río Orlé es un corto río de montaña de  Asturias (de algo más de 12 km), un afluente directo del río Nalón por la derecha que deagua en el embalse de Tanes. Discurre siempre por el parque natural de Redes, en el concejo de Caso.

## Descripción
El río Orlé nace en la cordillera Cantábrica,  a unos 1400 m s. n. m., en la ladera del collado Campigüeños, en las estribaciones del pico Cornielles. El pequeño manantial alimenta la majada de Valloseru, en su mayoría hoy abandonada y con muchas cabañas en ruina. Atraviesa la pequeña foz de Valloseru para llegar a la majada de Melordaña, otra majada casi abandonada que dispone de un reciente acceso rodado por una pista de uso ganadero. Aquí recibe a un pequeño torrente estacional (río Secu) que cruza otra hermosa foz, la de Filispardu.
Luego el río atraviesa la agreste foz de Melordaña, algún tramo en superficie y la mayoría subterráneo, acompañado por una serpeante ruta montañera. Al salir de la foz, el recibe a otro arroyo por izquierda, el Troncau, que baja por el valle de Capiella desde el collado Capiella. En la confluencia, en el lugar de Conforcos, hay un refugio de cazadores. A partir de aquí, acompañado por una pista de tierra de uso ganadero, el río Orlé discurre por el fondo de un estrecho valle de orientación general E-O, recibiendo al arroyo Fresnedal (drcha.), Vallina Menor (izda.), al río de Medio y al río de Cañandi, que en su tramo final se conoce como Cuxaes (dcha.). Tras unos cuatro kilómetros llega al pueblo de Orlé, al que da nombre. Al inicio del pueblo, un puente sobre el río Orlé permite el paso de la carreta comarcal AS-254 (Infiesto-Campo de Caso). 
Sigue el río por un valle algo más ancho, atravesando La Vegona, y las praderías de los pequeños pueblos en ladera de Bueres, Nieves y Gobezanes. En este tramo recibe por la derecha a los pequeños ríos Acil (límite de las parroquias de Orlé y Bueres), El Carneru y Les Canges. Finalmente se adentra en una nueva foz, la de Gobezanes, acompañado por la carretera local de acceso a Gobezanes, para desembocar en una pequeña lengua embalsada de la presa de Tanes, al pie de otro pequeño pueblo de ladera, Abantro.